# 天台山镇 (邛崃市)
天台山镇，是中华人民共和国四川省成都市邛崃市下辖的一个乡镇级行政单位。2019年12月，撤销高何镇，将原高何镇所属行政区域划归天台山镇管辖；将天台山镇紫荆村、杨田村、土溪村、天井村、冯坝村所属行政区域划归夹关镇管辖。天台山镇人民政府驻长征大道17号。

## 行政区划
天台山镇下辖以下地区：
三角社区、马坪村、纪红村、凤乐村、清水村、杨田村、天井村、土溪村、冯坝村和紫荆村。
调整后，天台山镇辖原高何镇和三角社区、纪红村、凤乐村、马坪村、清水村所属行政区域，

## 全国重点文物保护单位
- 石塔寺石塔